# Harvey Dixon
Harvey Dixon (Nizza, 2 novembre 1993) è un mezzofondista gibilterriano.

## Palmarès
| Anno | Manifestazione               | Sede       | Evento       | Risultato | Prestazione | Note             |
| ---- | ---------------------------- | ---------- | ------------ | --------- | ----------- | ---------------- |
| 2014 | Giochi del Commonwealth      | Glasgow    | 1500 m piani | Batteria  | 3'44"67     | Record nazionale |
| 2015 | Island Games                 | Jersey     | 800 m piani  | Argento   | 1'54"95     |                  |
| 2015 | Island Games                 | Jersey     | 5000 m piani | Oro       | 14'29"47    |                  |
| 2016 | Europei                      | Amsterdam  | 1500 m piani | Batteria  | 3'51"82     |                  |
| 2016 | Camp. piccoli stati d'Europa | Marsa      | 3000 m piani | 5º        | 8'38"85     |                  |
| 2017 | Europei indoor               | Belgrado   | 1500 m piani | Batteria  | 3'54"09     |                  |
| 2017 | Island Games                 | Visby      | 1500 m piani | Oro       | 3'48"71     |                  |
| 2017 | Island Games                 | Visby      | 5000 m piani | Oro       | 14'46"37    |                  |
| 2017 | Mondiali                     | Londra     | 1500 m piani | Batteria  | 3'44"03     | Record nazionale |
| 2018 | Mondiali indoor              | Birmingham | 1500 m piani | Batteria  | 3'49"89     | Record nazionale |
| 2018 | Giochi del Commonwealth      | Gold Coast | 1500 m piani | 11º       | 3'43"84     | Record nazionale |
| 2018 | Camp. piccoli stati d'Europa | Schaan     | 800 m piani  | 4º        | 1'52"38     |                  |
| 2018 | Europei                      | Berlino    | 1500 m piani | Batteria  | 3'54"70     |                  |
| 2019 | Europei indoor               | Glasgow    | 3000 m piani | Batteria  | 8'14"86     |                  |
| 2019 | Island Games                 | Gibilterra | 1500 m piani | Batteria  | 4'00"37     |                  |
| 2019 | Island Games                 | Gibilterra | 5000 m piani | Argento   | 15'25"56    |                  |